# Attert
Attert är en kommun i Belgien.   Den ligger i provinsen Luxemburg och regionen Vallonien, i den sydöstra delen av landet, 160 kilometer sydost om huvudstaden Bryssel. Antalet invånare är 5 116. Attert gränsar till Martelange, Habay, Arlon, Beckerich, Ell (kommunhuvudort) och Rambrouch (kommunhuvudort). 
Omgivningarna runt Attert är en mosaik av jordbruksmark och naturlig växtlighet. Runt Attert är det ganska tätbefolkat, med 129 invånare per kvadratkilometer.